# Edgar Allan Woolf
Pour les articles homonymes, voir Woolf.
Edgar Allan Woolf (né le 25 avril 1881 à New York, décédé le 9 décembre 1948 à Hollywood) était un scénariste américain. Il a écrit ou coécrit le scénario de plusieurs films célèbres, dont Le Magicien d'Oz, Ziegfeld Follies, La Monstrueuse Parade, Une femme survint et le Masque d'or. Il est aussi l'auteur d'une pièce de théâtre, Mamzelle Champagne.

## Filmographie
Scénariste
- 1934 : Miracle d'amour (Have a Heart)
- 1935 : Un drame au casino (The Casino Murder Case) d'Edwin L. Marin
- 1935 : La Chanson de la jeunesse (The Night Is Young) de Dudley Murphy